# Mount Begbie
Mount Begbie är ett berg i Kanada.   Det ligger i provinsen British Columbia, i den södra delen av landet, 3 200 km väster om huvudstaden Ottawa. Toppen på Mount Begbie är 2 633 meter över havet, eller 94 meter över den omgivande terrängen. Bredden vid basen är 0,29 km.
Terrängen runt Mount Begbie är huvudsakligen mycket bergig. Trakten runt Mount Begbie är nära nog obefolkad, med mindre än två invånare per kvadratkilometer.. Närmaste större samhälle är Revelstoke, 11,4 km norr om Mount Begbie. 
Trakten runt Mount Begbie består i huvudsak av gräsmarker.